# Мавзолей Шади-Мульк-Ака
Мавзолей Шади-Мульк-ака — первая постройка времени правления Амира Темура в Самарканде, шедевр строительного и декоративного искусства своей эпохи. Год строительства мавзолея — 773 г. Х. (1371—1372 гг.).

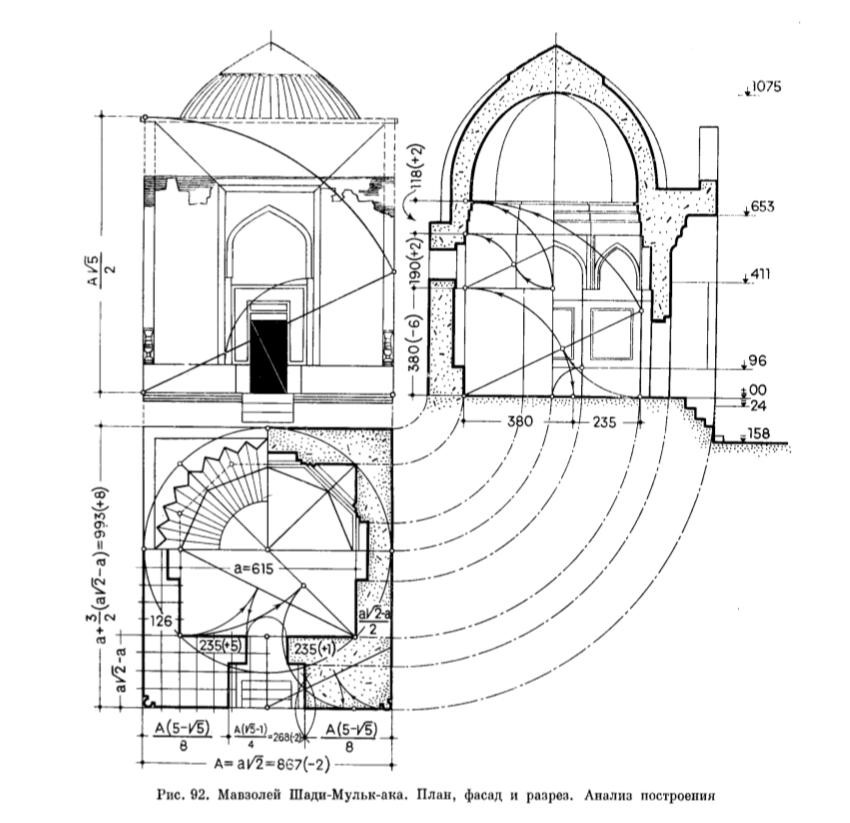
Из книги Немцевой Н. Б., Ансамбль Шахи-Зинда: история-археология-архитектура XI—XXI вв. Самарканд, 2019.

## Исторический срез
С 70-х годов XIV в. Самарканд превращается в столицу огромной империи, город переживает невиданный подъём монументального строительства, развития культуры и искусства.
Возрождение Самарканда при Амире Темуре нашло закономерное отражение в судьбе главной святыни города — некрополе Шахи-Зинда, который предстаёт в новом архитектурно-художественном образе. Происходит решительная реконструкция караханидского некрополя. На месте караханидских усыпальниц возводятся царские гробницы родни Амира Темура по женской линии (сестёр, племянниц, жены, а возможно и не одной), мавзолеи крупных военачальников его армии.

## Описание мавзолея
Мавзолей Шади-Мульк-ака представляет собой характерное для последней четверти XIV в. мемориальное здание портально-купольного типа с ребристым куполом-порталом во всю ширину передней стены. Наружный купол в зените покрыт оригинальным декоративным навершием. Внутренний купол мавзолея с арочным восьмигранным ярусом в основании чрезвычайно вытянут по сравнению с приземистыми куполами ранних мавзолеев XIV в., имеет высокую стрелу подъёма двухцентровой кривой, резко отличается пропорциями от куполов предшествующий поры.
Главный фасад с портальной входной нишей на оси покрыт резной поливной терракотой зелёно-бирюзового тона отдельными вставками расписной майолики. Зелёно-бирюзовый тон, игра света и тени, тонко моделированные резные детали придают лёгкость и ажурность фасаду. Портал необыкновенно богат и изыскан в разработке деталей. Угловые стройные колонны покрыты мелкой, как бы ажурной резьбой, в основании пилонов портала — панели, каждая из которых разбита на три квадратных декоративных панно с геометрическим орнаментом.
Щёки и щипец портальной ниши сплошь заполнены расписными майоликовыми панно или резной поливной терракотой.
Вертикальные декоративные «дорожки» в облицовке главного фасада украшены эпиграфическим и геометрическим орнаментом — характерный приём для мавзолеев XIV в.
Вертикальные «дорожки» упираются в панно с фигурой трёхлопастного модахиля. Тимпан над входной аркой заполнен традиционными круглыми дисками на фоне растительного узора.
На боковых стенках входной ниши размещены замечательные резные панно, изображающие пышные букеты цветов в фигурных вазах. Всё это выполнено из резной поливной терракоты, а панно, пояс с надписью и тимпан — над аркой портала с оригинальным крупным орнаментом из виноградных лоз — из расписной майолики. В отделке помещения преобладает майолика. Ею украшены все поверхности от панели до зенита купола.
Размеры мавзолея:
Снаружи 8,6×10 м
Внутри 6×6 м
Высота снаружи 12-12,5 м
Высота внутри 11 м

## Интерьер мавзолея
Интерьер мавзолея Шади-Мульк-ака отличает пышная отделка. От пола до зенита купола мавзолей внутри покрыт расписной майоликой и резной поливной терракотой. Майолика, почти лишённая рельефа, насыщена яркими тонами росписи по глубоко синему тону. Внутренняя скуфья купола покрыта гуртами из восьми секций с каплевидными медальонами внутри.
Секции сходятся в зените, образуя две восьмиконечные звезды, вписанные одна в другую.

## Погребальные камеры
В цокольной части под полом мавзолея расположены две погребальные камеры (археологически не обследованы), вытянутые по оси север—юг. Одна, в центре мавзолея, по наружным замерам равна 2,5 × 1,2 м; другая, у западной стены, 1,5 × 3,6 м. Судя по внешним габаритам, ширина внутренней полости была в пределах 70-75 см в первом случае и 1 м во втором. Высота камер около 1,3-1,4 м. Это не фамильный склеп, а две погребальные камеры, которые соответствуют историческим данным о захоронении в мавзолее племянницы Темура — Улджай Шади-Мульк-ака и её матери, сестры Темура, — Туркан-ака. Снаружи в задней стене устроена глухая ниша со стрельчатой аркой. Это молитвенная ниша типа михраба, которую устраивали перед могилами согласно ритуалу, описанному в «Малой Кандие», где рекомендовано обратиться лицом к могиле и спиной к Кибле.

## Эпиграфика
Посвятительная надпись
Мавзолей по праву считается одной из жемчужин ансамбля Шахи-Зинда. Его строителями, как следует из надписи на портале, были самаркандские мастера Шамс ад-Дин и Барр ад-Дин, имена которых написаны на плоских поисках сталактитов в нише портала. Другой мастер — бухарский гончар Зайн ад-Дин тоже оставил своё имя на базе резной колонки северного пилона.
Большая посвятительная надпись сохранилась на пилонах портала. Почерк курсивный губор с элементами почерка дивани. Диакритика отсутствует. Часть надписи утрачена. Техника исполнения — резная майолика (белые буквы на бирюзовом и тёмно-синем фоне). Надпись гласит:
«о здание — предмет разговоров райских гурий, в блеске и сияниях, а гурии обсуждают его великолепную красоту, а небо [приветствует] шумом капель дождя … [которое Кутлуг Тур] кан Ако [построила] для … сокровища своего сердца — Улджай Шади-Мульк Ако. Переселилась она в … могилу милости [Аллаха] в двадцатый день джумада ас-сани, в году семьсот семьдесят третьем (1372 г.)».
Надпись над входом в мавзолей, идущая по периметру входного проёма (в П-образной рамке) и выше (на фризе щековых и щипцовой стен, под сталактитами) написаны другие посвятительные стихи на фарси.
Мастер избрал тот же курсивный почерк губор с элементами почерка дивани. Буквы белые на синем фоне. Пластичная вязь букв удачно гармонирует с остальными узорами мавзолея:
«Эта кровля, полная украшений и этот раззолочённый свод — выражение красоты в память о том, что все украшения и всё искусство, которое ты видишь в этом мире, — всё от милости Творца и Создателя».
Трогательна и одновременно скорбна надпись от имени матери, посвящённая безвременно умершей дочери — племяннице Темура, которая гласит:
«Это сад, в котором погребено сокровище счастья; это гробница, в которой затерялась драгоценная жемчужина, в которой с грацией нашла прибежище [обладающая] станом кипариса. Средство успокоения в том, чтобы [нам] быть вдвоём под землёй, подобно тому, как Сулейман унесён был ветром с той, которая была драгоценным камнем печати и счастья».
В самой широкой надписи на портале, выполненной курсивным почерком XIV в., сохранились начало и конец текста, сообщающего, что мавзолей построен сестрой Темура Кутлуг-Туркан- ака для своей дочери. Ульджай Шади-Мульк-ака, которая переселилась в могилу по милости Божьей в день второго джумада, в году семьсот семьдесят третьем (1371 г.).
Одна из надписей содержит назидание, к примеру:
«Искренней верности тленного мира не жди. Не жди, что свод и кровля сделаются куполом неба».

## Галерея

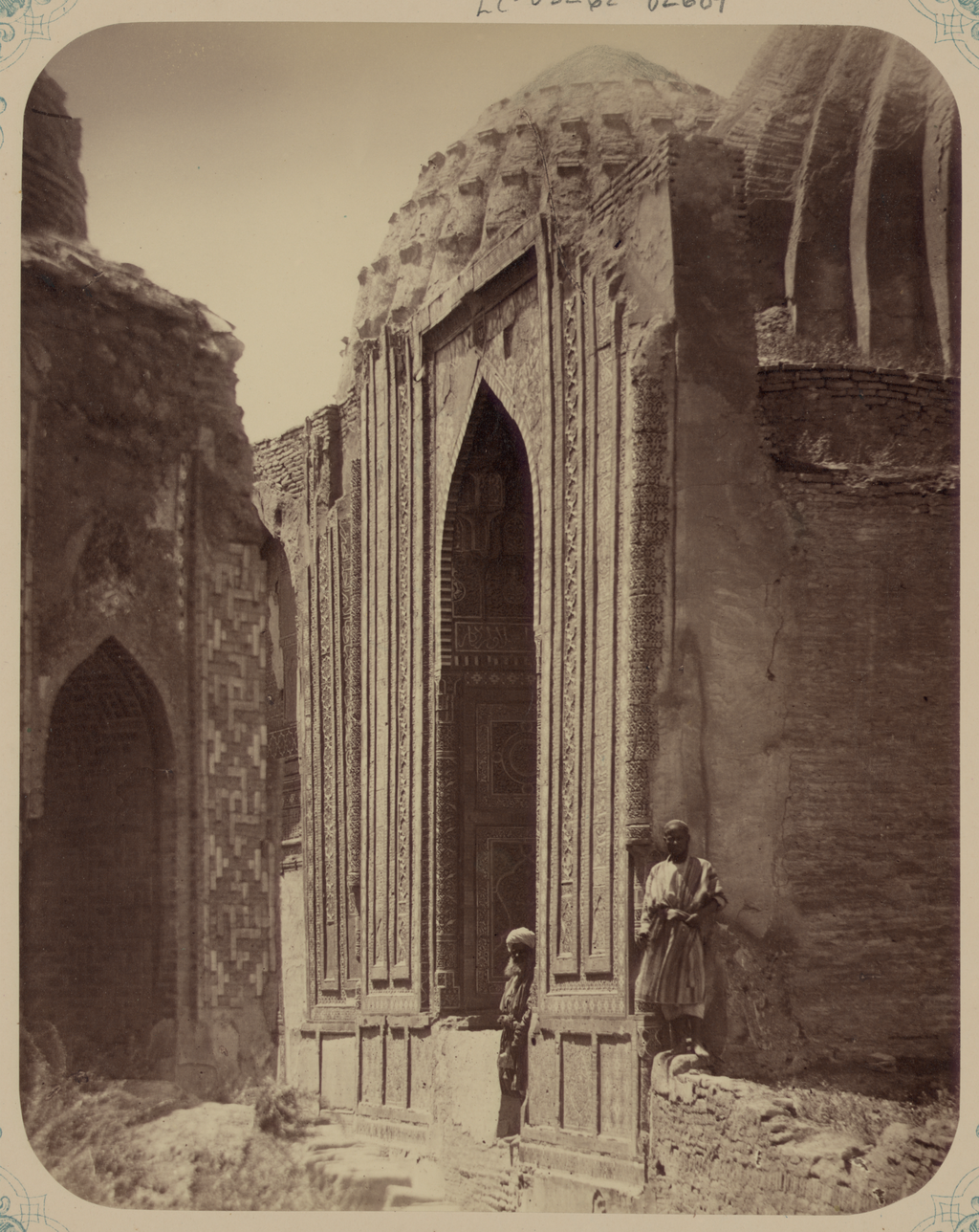
1870
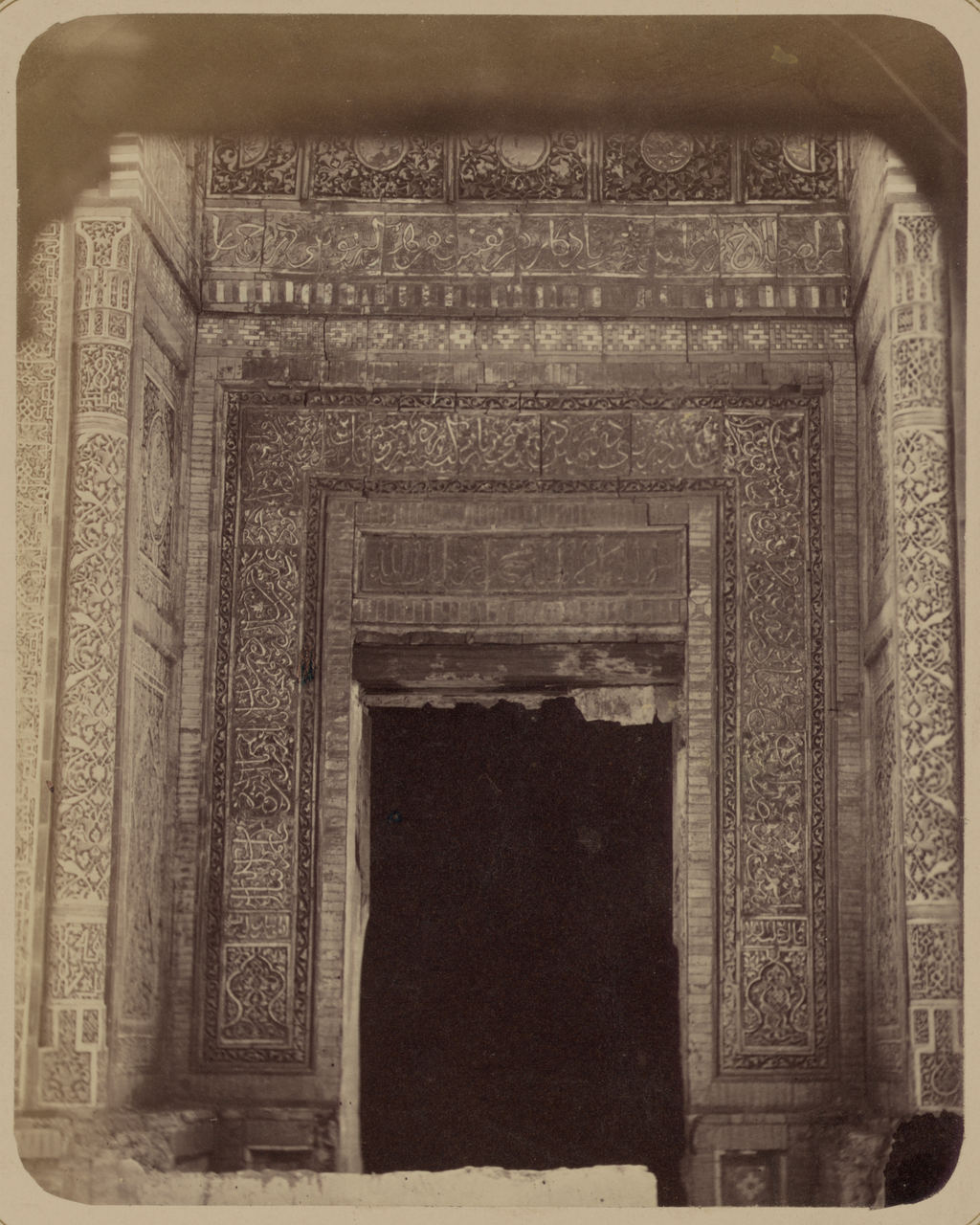
1870
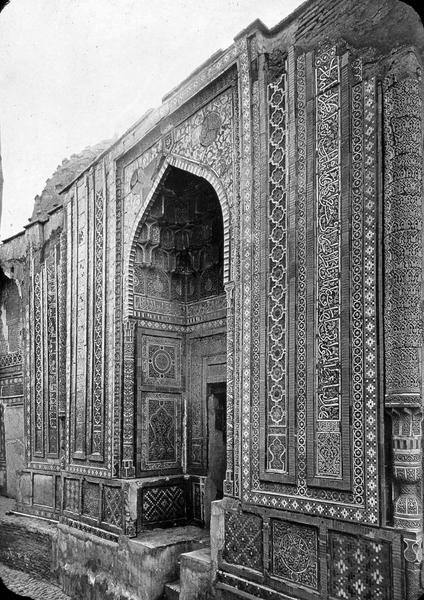
1890
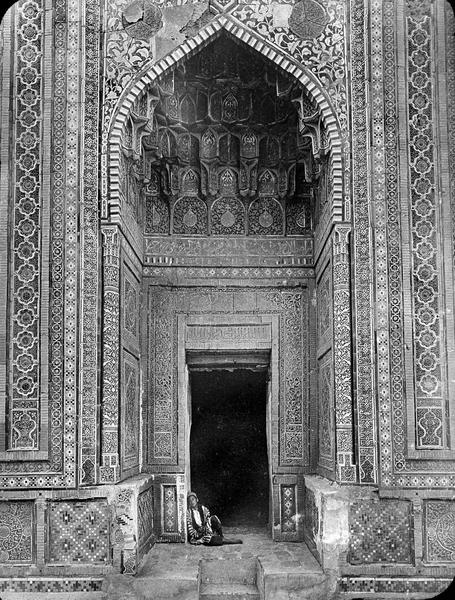
1890
1964
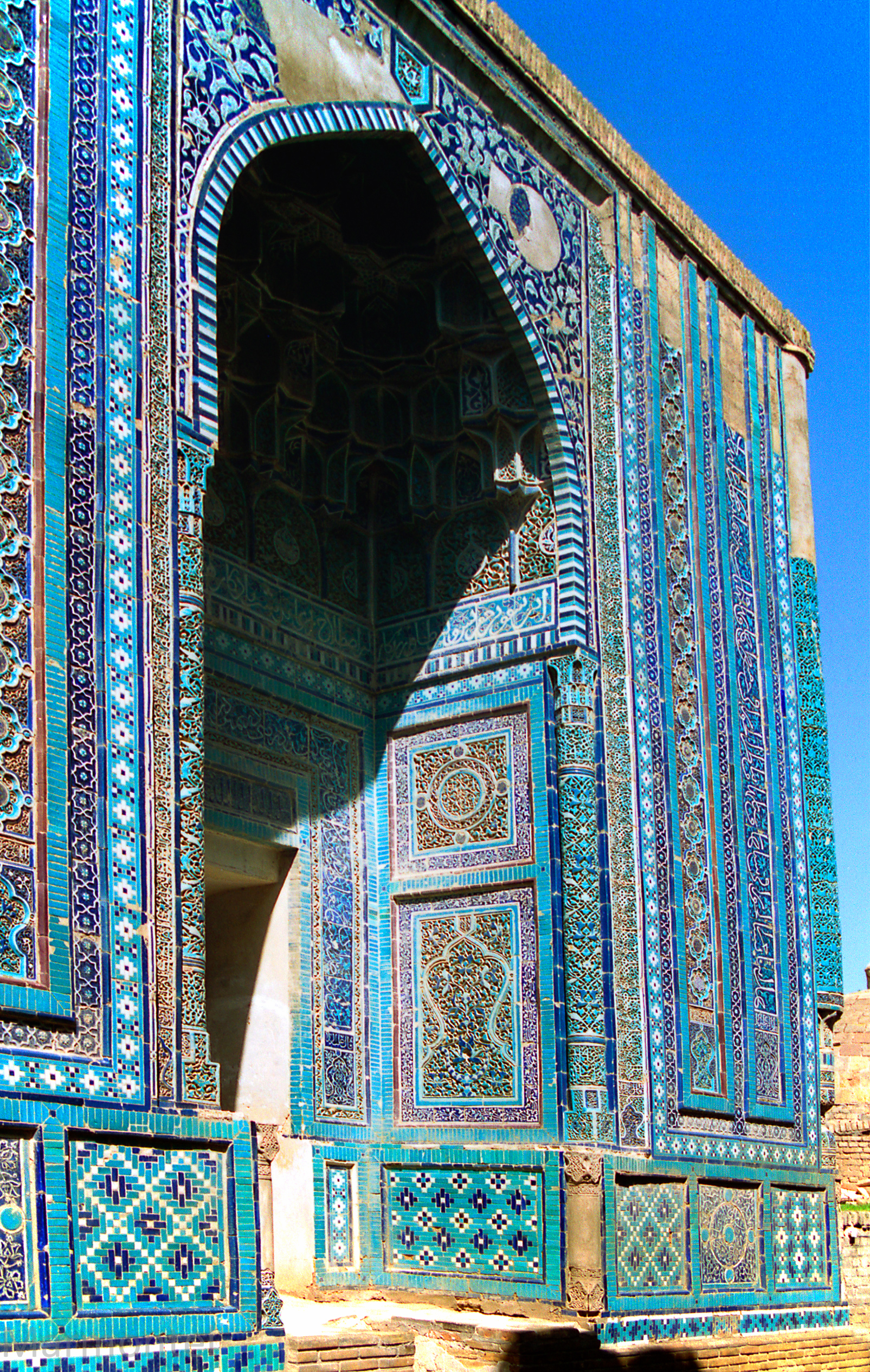
1997
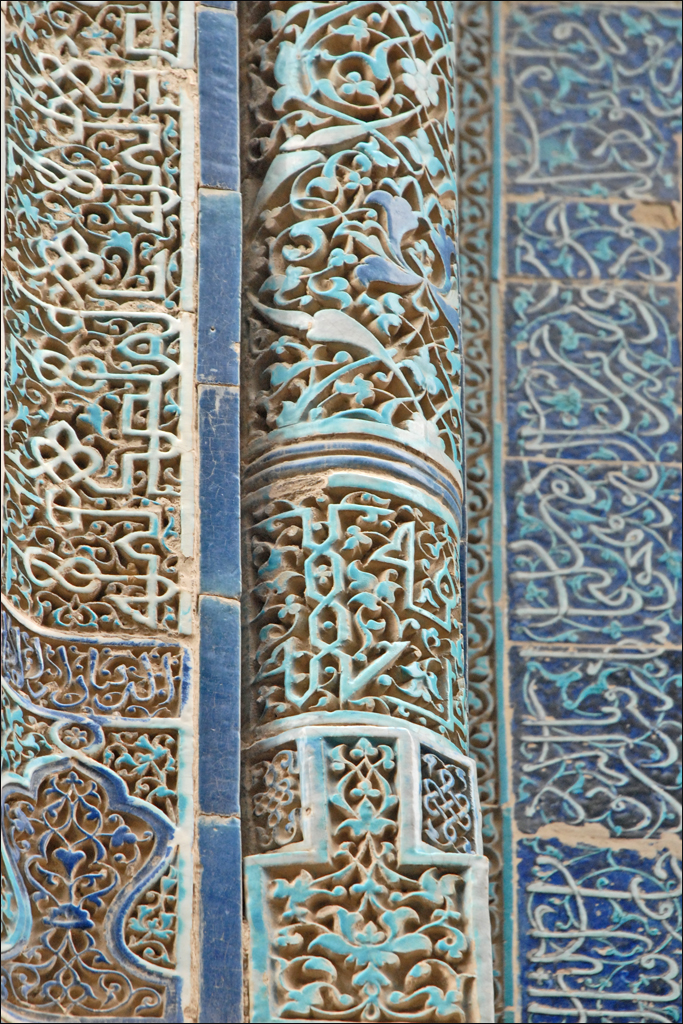
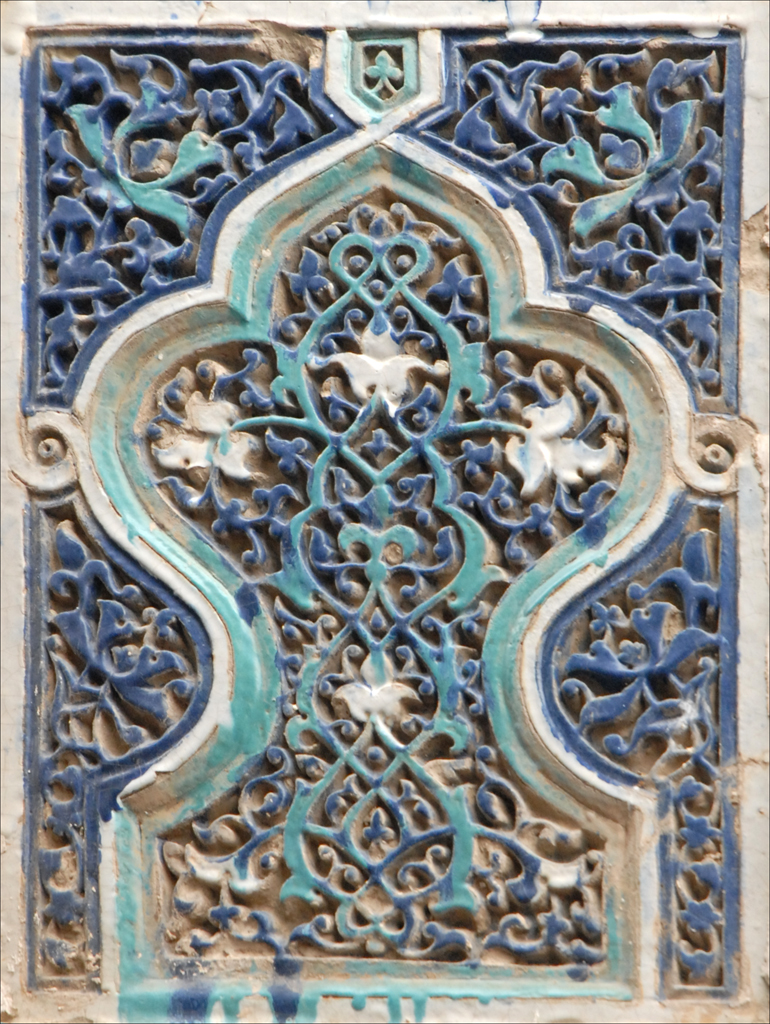